# لغات سامية
اللغات الساميّة هي فرع من عائلة اللغات الأفروآسيوية، وهي فرع استقل تدريجياً ليشكل ما يفترضه اللغويون من لغة سموها اللغة السامية الأم. وتُنسب هذه اللغة «للساميين». استخدم المصطلح لأول مرة في ثمانينيات القرن الثامن عشر من قبل أعضاء من مدرسة غوتنغن للتاريخ، الذين اشتقوا الاسم من (سام) وهو أحد أبناء نوح الثلاثة كما ذُكر في سفر التكوين.
يتحدث باللغات السامية حاليا قرابة 467 مليون شخص، ويتركز متحدثوها حاليا في الشرق الأوسط وشمال أفريقيا وشرق أفريقيا. أكثر اللغات السامية انتشارا في عصرنا الحالي هي اللغة العربية إذ يفوق متحدثيها 422 مليون متحدث، تليها الأمهرية بـ27 مليون متحدث تليها التيغرينية قرابة 6,7 ملايين متحدث، ثم العبرية بـ5 ملايين متحدث.
تتميز اللغات السامية بكونها من ضمن أولى اللغات التي استعملت الأبجدية في كتابتها والتي أستوحتها من الهيروغليفية المصرية ومنها انتقلت إلى معظم لغات العالم. وجدت كتابات أكدية سامية تعود للألفية الثالثة قبل الميلاد أي قبل زهاء 5 آلاف سنة مما يجعلها من ضمن أقدم اللغات المكتوبة في العالم. انقرضت معظم لغات الشرق الأوسط غير السامية ولم تبق إلا في النصوص الدينية فقط.
أدى اكتشاف كيفية قراءة مخطوطات اللغة المسمارية، وهي لغة غير سامية، لاستعادة اللغات التي كانت مستعملة قديما في بلاد الرافدين لدي السومريين والبابليين والحيثيين والكاشانيين. ويقال أن هذه اللغة قد اندثرت في القرن الثالث أو الثاني ق.م. وقد كان في جنوب بلاد الرافدين توجد السومرية ولهجات من اللغات السامية. وكان شمالها وفي الشام لغات ولهجات سامية وفي غربي نهر دجلة كانت اللغة الأكدية وقبلها كانت اللغة العمورية.لكن لم يبت علماء اللغات القديمة عن أسباب اختفاء هذه اللغات القديمة.
كُتبت معظم النصوص المستخدمة في اللغات السامية باستخدام نظام كتابة يدعى (أبجد) وهو نوع من الأبجدية الألفبائية التي تحذف بعض أو كل حروف العلة، وهو أمر ممكن في هذه اللغات لأن الحروف الساكنة هي الناقل الأساسي للمعنى في اللغات السامية. وتشمل هذه الأبجديات الأوغاريتية والفينيقية والآرامية والعبرية والسريانية والعربية والأبجدية العربية الجنوبية القديمة (المسند). أما النصوص المكتوبة بالحروف الجعزية (والتي استخدمت لكتابة اللغات السامية في إثيوبيا وإريتريا) فهي تتبع لنظام كتابة يسمى (أبوجيدا)، وهو نظام كتابة متطور من الأبجد تكتب فيه حروف العلة دائمًا باستخدام علامات التشكيل المضافة إلى الحروف الساكنة على عكس اللغات السامية الأخرى التي تستخدم علامات التشكيل بحسب الحاجة. المالطية هي اللغة السامية الوحيدة المكتوبة بالحروف اللاتينية واللغة السامية الوحيدة المعترف بها كلغة رسمية في الاتحاد الأوروبي.
تتميز اللغات السامية بصرفها غير المترابط، أي أن جذور كلماتها ليست مقاطع أو كلمات بحد ذاتها، ولكنها بدلاً من ذلك مجموعات معزولة من الحروف الساكنة (عادةً تكون ثلاثة أحرف تشكل ما يسمى بالجذر الثلاثي). تأليف الكلمات من الجذور لا يكون باستخدام البادئات أو اللواحق كثيرًا، ولكن بدلاً من ذلك عن طريق ملء حروف العلة بين الحروف الساكنة في الجذر (على الرغم من إضافة البادئات واللواحق أيضًا). على سبيل المثال في اللغة العربية جذر كلمة (كتابة) هو (ك-ت-ب) ومن الممكن تشكيل العديد من الكلمات من هذا الجذر عن طريق إضافة حروف العلة وحروف ساكنة أخرى في بعض الأحيان، فيمكن من الجذر (ك-ت-ب) صياغة الكلمات التالية: كِتاب، كُتَّاب، كُتُبْ، يَكْتُب، تَكْتُب، كَتَبَ، كَتَبَتْ، كتبوا، اكْتُب، كاتِبْ، اكْتَتَب وغيرها.

## التسمية والتعريف
اعترف جميع العلماء منذ العصور الوسطى بأوجه التشابه بين اللغات العبرية والعربية والآرامية. كان علماء أوروبا الغربية على دراية باللغات كنتيجة للتواصل التاريخي مع دول الشرق الأدنى المجاورة والدراسات التوراتية، نشر المستشرق الفرنسي غيوم بوستل تحليلًا مقارنًا للعبرية والعربية والآرامية باللاتينية في عام 1538. بعد ما يقرب من قرنين من الزمان؛ وصف المستشرق هيوب لودولف أوجه التشابه بين هذه اللغات الثلاث واللغات السامية الإثيوبية، ومع ذلك لم يطلق أي من الباحثين آنذلك على هذه المجموعة وصف (سامية).

### التسمية
استخدم مصطلح (سامية) لأول مرة عام 1781 من قبل أعضاء مدرسة غوتنغن للتاريخ وتحديداً من قبل المؤرخ الألماني أوغست لودفيغ فون شلوزر، وفي أواخر القرن الثامن عشر صاغ يوهان غوتفريد آيكهورن مصطلح (سامية) للإشارة إلى اللغات التي لها صلة وثيقة بالعربية والآرامية والعبرية. وأصل هذه التسمية نسبةً لسام بن نوح كما ذكر في روايات الأنساب في سفر التكوين التوراتي. اعترض الباحثون منذ نشأت هذه التسمية فالغربيون اعترضوا عليها كونها قسمت اللغات على أساس النسب استنادًا إلى التوراة، على هذه التسمية، ثم إن هذه التسمية تقصي اللغة الحبشية وتصنفها ضمن تصنيف توراتي آخر باللغات الحامية، وكان لآيكهورن الفضل في تعميم مصطلح (اللغات السامية) خصوصًا بعد أن نشر مقالًا عام 1795 بعنوان "Semitische Sprachen" (اللغات السامية) برر فيه استخدام هذا المصطلح ضد النقد القائل آنذلك بأن العبرية والكنعانية هما نفس اللغة على الرغم من أن شعب كنعان (الحاميون) هم من نسل نوح. ويرى عباس محمود العقاد أن الصحيح هو تسمية الشعوب السامية بالشعوب العربية، وتسمية لغاتها العربية القديمة، بعض الباحثيين العرب فضل تسميتها باللغات الجزروية نسبة لجزيرة العرب، بينما اعترض باحثون آخرون ووجدوا أن تسميتها باللغات العروبية هو الصحيح ودعو إلى تعميم هذه التسمية بدل السامية، كونها جمعت أغلب خصائص اللغات السامية، وهي أقرب اللغات إلى السامية الأم. في 2015 إجاز مجمع المدينة للغة العربية استعمال مصطلح "اللغات العُرُوبية" مرادفاً لمصطلح "اللغات السامية" ويرى صحة المزاوجة بين المصطلحين.

#### في الأدب الأوروبي
عُرفت هذه اللغات سابقًا في الأدب الأوروبي عمومًا باسم (اللغات الشرقية). وفي القرن التاسع عشر أصبحت كلمة (سامية) هي الاسم التقليدي الشائع، ومع ذلك اقترح العالم البريطاني جيمس كاولز بريشارد لاحقًا اسمًا بديلًا لهذه اللغات وهو (اللغات السورية العربية) واستخدمه بعض الكتاب.[صف بدقة]

## تاريخ

### أصل اللغات السامية
اللغات السامية هي إحدى فروع أسرة اللغات الأفروآسيوية. اللغة السامية والفروع الخمسة الأخرى نشأت في شمال أفريقيا وشمال شرق أفريقيا ويعتقد أن أسلاف متحدثي اللغة السامية الأم في الأصل وصلوا إلى الشرق الأوسط من شمال أفريقيا في أواخر العصر الحجري الحديث. وضع أكاديميو الدراسات السامية أهمية في تحديد الموطن الأصلي للغة السامية الأم لأن جميع اللغات السامية الحديثة يمكن أن ترجع إلى سلف مشترك ولا يمكن تحديد الموطن الأصلي للغة السامية الأم إلا بالنظر إلى أسرة اللغات الأفروآسيوية التي تنتمي إليها.
اقترح اللغوي كريستوفر إريت أن مجموعة اللغات السامية كانت نتيجة الهجرة الإفريقية إلى فلسطين وأشار إلى أن المهاجرين الأفارقة الناطقين بالسامية الأم بالفعل انتقلوا إلى الشرق الأوسط وأدخلوا اللغة ونشروها. ويرى دياكونوف منشأ السامية بين دلتا النيل ومنطقة كنعان كمعظم الفروع الشمالية من أسرة اللغات الأفروآسيوية.
تم التخلي عن فرضية شعبية سابقا رجحت أن الموطن الأصلي للغة السامية الأم هو جنوب شبه الجزيرة العربية لأنه لا يمكن أن تحدث موجات ضخمة من الهجرة قبل تدجين الجمال في الألفية الثانية قبل الميلاد[وفقًا لِمَن؟]

### الشعوب الناطقة بالسامية القديمة
عرفت الشعوب قديمًا التحدث والكتابة باللغات السامية في معظم أنحاء الشرق الأوسط وآسيا الصغرى خلال العصر البرونزي والعصر الحديدي، إحدى أقدم اللغات الموثقة هي اللغة السامية الشرقية التي ظهرت في بلاد ما بين النهرين (أكد، آشور، إيسن، لارسا، وبابل) في الألفية الثالثة قبل الميلاد.

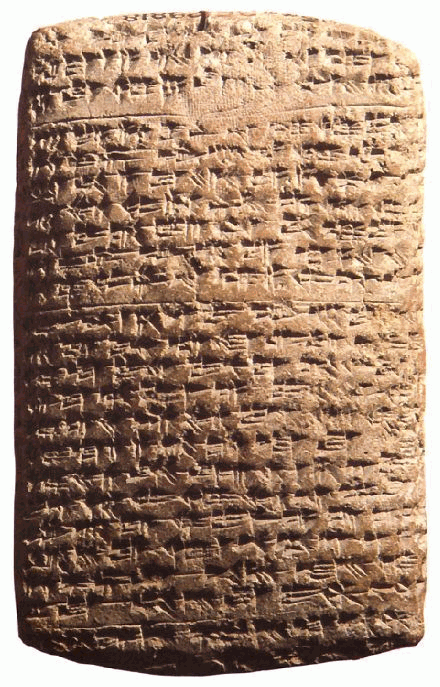
لوح منقوش بكتابات أكدية وهو رسالة دبلوماسية يعود تاريخها للقرن الرابع عشر قبل الميلاد وجدت في تل العمارنة بمصر

لا يزال أصل الشعوب الناطقة بالسامية قيد النقاش، اقتُرحت عدة أماكن كمواقع محتملة لأصل شعوب ما قبل التاريخ الناطقين بالسامية، من بين تلك الأماكن: بلاد ما بين النهرين والشام ومنطقة شرق البحر الأبيض المتوسط وشبه الجزيرة العربية وشمال إفريقيا. يقترح بعض الباحثين أن اللغات السامية نشأت في بلاد الشام قرابة سنة 3800 قبل الميلاد، وانتشرت إلى القرن الأفريقي زهاء 800 قبل الميلاد من شبه الجزيرة العربية الجنوبية وإلى شمال إفريقيا عبر المستعمرين الفينيقيين في نفس الوقت تقريبًا، بينما يشير آخرون إلى أن وصول المتحدثين الساميين إلى القرن الأفريقي يعود إلى تاريخ أقدم بكثير، ويرفضون وجهة النظر القائلة بأن السكان الناطقين بالسامية في القرن الأفريقي ينحدرون من غرب آسيا، بدعوى أن الأدلة الأثرية والكتابية واللغوية تدحض هذه الفرضية. يجادل البعض الآخر بأن اللغة السامية الأم انفصلت عن اللغات الأفريقية الآسيوية في القرن الأفريقي، وأن إثيوبيا كانت نقطة البداية لهجرة الشعوب السامية إلى الشرق الأدنى.

وُثِّقت اللغات الكنعانية (وهي فرع من اللغات السامية الشمالية الغربية ومن ضمنها الأمورية) لأول مرة في القرن الحادي والعشرين قبل الميلاد، وتشمل اللغة الإدومية، والعبرية، والعمونية، والمؤابية، والفينيقية (حضارة البونيقيون والحضارة القرطاجية)، والعبرية السامرية، العقرونية، العماليقية، واللغة السيتانية. عاشت الشعوب الناطقة بهذه اللغات في المناطق المعروفة اليوم بإسرائيل وسوريا ولبنان والأراضي الفلسطينية والأردن وشمال شبه جزيرة سيناء وبعض الأجزاء الشمالية والشرقية من شبه الجزيرة العربية وفي الأطراف الجنوبية الغربية لتركيا والمناطق الساحلية لتونس (قرطاج) وليبيا والجزائر وأجزاء من المغرب وإسبانيا وربما في مالطا وجزر البحر الأبيض المتوسط الأخرى. أما الأوغاريتية (وهي لغة سامية شمالية غربية مرتبطة ارتباطًا وثيقًا بمجموعة اللغات الكنعانية ولكنها متميزة عنها) فقد تحدث بها شعوب مملكة أوغاريت في شمال غرب سوريا.

خريطة توضح توسع اللغات الآفروأسيوية من موطنها الأصلي المحتمل أثيوبيا قبل الميلاد ثم تشكيل اللغات السامية.

خلال القرن الرابع عشر قبل الميلاد ظهرت لغة هجينة كنعانية - أكدية في كنعان (فلسطين والأردن ولبنان)، إذ جمعت بين مفردات من اللغة الأكدية الشرقية السامية في بلاد ما بين النهرين (الآشورية والبابلية) مع مفردات من اللغات الكنعانية الغربية السامية. أما الآرامية (وهي لغة سامية شمالية غربية قديمة لا زالت مستخدمة اليوم) فقد وثقت لأول مرة في القرن الثاني عشر قبل الميلاد في شمال بلاد الشام، وحلت تدريجيًا مكان اللغات السامية الشرقية والكنعانية في معظم أنحاء الشرق الأدنى، لا سيما بعد أن اعتُمدت كلغة تواصل مشترك في الإمبراطورية الآشورية الحديثة (911-605 قبل الميلاد) من قبل تغلث فلاسر الثالث خلال القرن الثامن قبل الميلاد، وحافظت عليها شعوب الإمبراطورية البابلية الحديثة والإمبراطورية الأخمينية اللاحقة.
كانت اللغة الكلدانية (وهي ليست اللغة الآرامية أو صيغتها التوراتية (الآرامية التوراتية) والتي يشار إليها أحيانًا باسم الكلدانية) لغة سامية شمالية غربية، وربما ارتبطت ارتباطًا وثيقًا بالآرامية ولكن لا توجد أدلة كافية على ذلك، إذ يبدو أن الكلدان قد تبنوا بسرعة اللغتين الأكدية والآرامية (التي كانت يتحدث بهما السكان الأصليين في بلاد ما بين النهرين) بعد الاستقرار في جنوب شرق بلاد ما بين النهرين خلال القرن التاسع قبل الميلاد قادمين من بلاد الشام.
أما اللغة العربية الجنوبية القديمة (المصنفة على أنها سامية جنوبية وبالتالي تختلف عن اللغة السامية المركزية للعربية والتي تطورت بعد أكثر من 1000 عام) فقد تحدثت بها الشعوب قرابة القرن الثامن قبل الميلاد في ممالك دلمون وميلوحة وسبأ وإرم وسقطرى وماجان، وهذه الممالك هي اليوم جزء من الساحل الشرقي للمملكة العربية السعودية والبحرين وقطر وعمان واليمن.[بحاجة لمصدر] يُعتقد أن اللغات السامية الجنوبية انتشرت إلى القرن الأفريقي حيث ظهرت اللغة الجعزية (على الرغم من أن اتجاه التأثير لا يزال غير مؤكد).

### فترة ما بعد الميلاد
أثرت اللغة الأكدية باللغة السريانية، وهي لغة انتشرت في القرن الخامس قبل الميلاد في بلاد ما بين النهرين (الآشورين) وتنحدر من اللغة الآرامية المستخدمة في بلاد ما بين النهرين وشمال شرق سوريا وجنوب شرق الأناضول، وقد برزت أهميتها كلغة أدبية للمسيحية المبكرة في القرن الثالث إلى الخامس بعد الميلاد واستمرت حتى أوائل العصر الإسلامي.

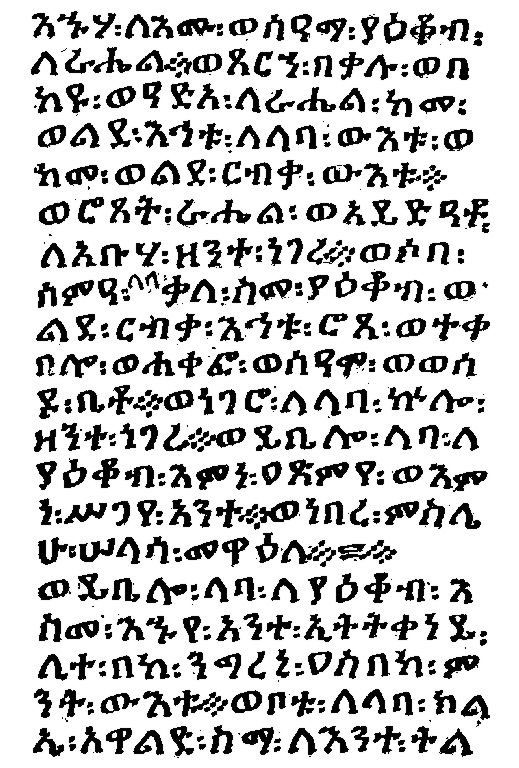
صفحة من الكتاب المقدس القرن 15 باللغة الجعزية (إثيوبيا وأرتيريا)

على الرغم من أن اللغة العربية نشأت في شبه الجزيرة العربية، إلا أنها ظهرت لأول مرة في شكل مكتوب في القرنين الأول والرابع الميلادي في المناطق الجنوبية من بلاد الشام. ومع بداية الفتوحات الإسلامية المبكرة في القرنين السابع والثامن، حلت اللغة العربية الفصحى في نهاية المطاف محل العديد (ولكن ليس كل) من اللغات والثقافات السامية الأصلية في الشرق الأدنى. شهد كل من الشرق الأدنى وشمال إفريقيا هجرة للعرب المسلمين من شبه الجزيرة العربية، تبعهم في وقت لاحق شعوب إيرانية وتركية مسلمة غير سامية. بدأت اللهجات الآرامية التي كانت سائدة في السابق والتي احتفظ بها الآشوريون والبابليون والفرس بالتلاشي تدريجيًا، ومع ذلك فإن اللهجات المنحدرة من الآرامية الشرقية (والمتأثرة بالأكدية بما في ذلك اللهجة الآرامية الآشورية الحديثة، والكلدانية-الآرامية الجديدة والطورية والمندائية) لا زالت مستخدمة حتى اليوم بين الآشوريون والمندائيين المقيمين في شمال وجنوب العراق وشمال غرب إيران وشمال شرق سوريا وجنوب شرق تركيا، ويتحدث بها ما يصل إلى مليون شخص. الآرامية الشرقية هي لغة معترف بها في العراق، علاوة على ذلك كانت اللهجة العراقية هي أكثر اللهجات العربية تأثرًا بالآرامية السريانية، بسبب أن الآرامية السريانية نشأت أساسًا في بلاد ما بين النهرين. يتحدث الآرامية الغربية اليوم بضعة آلاف من الآراميين المسيحيين السريان في غرب سوريا. نشر العرب لغتهم السامية المركزية في شمال إفريقيا (مصر وليبيا وتونس والجزائر والمغرب وشمال السودان وموريتانيا) والتي حلت تدريجياً محل اللغات القبطية المصرية والعديد من اللغات البربرية (على الرغم من أن البربرية لا تزال موجودة إلى حد كبير في العديد من المناطق) ولبعض الوقت إلى شبه الجزيرة الأيبيرية (إسبانيا والبرتغال وجبل طارق) ومالطا.

انتشار اللغات السامية في القرن الأول الميلادي.

أصبحت اللغة العربية بسرعة واحدة من اللغات الأدبية الرئيسية في العالم وذلك بفضل أهتمام الخلفاء الراشدين بنشرها بالإضافة إلى مكانتها كلغة مقدسة. استغرق الأمر وقتًا طويلًا لكي تنتشر العربية بين الناس، إذ تخلت العديد من المجتمعات المحلية (وليس كلها) خارج شبه الجزيرة العربية تدريجياً عن لغتهم الأم لصالح اللغة العربية. بعد استقرار القبائل البدوية في مناطق الفتوحات الإسلامية، أصبحت اللغة العربية اللغة الرئيسية ليس فقط في وسط الجزيرة العربية ولكن أيضًا في اليمن ودول الهلال الخصيب ومصر، وتبعتها معظم دول المغرب العربي وتحديدًا بعد هجرة قبيلة بني هلال في القرن الحادي عشر، كما أصبحت اللغة العربية أيضًا هي اللغة الأم للكثير من سكان الأندلس. بعد انهيار المملكة النوبية في دنقلا في القرن الرابع عشر، بدأت اللغة العربية بالانتشار من جنوب مصر إلى السودان الحديث، وبعد فترة وجيزة نشر بنو حسان التعريب في موريتانيا. لا يزال هناك عدد من اللغات العربية الجنوبية الحديثة المتميزة عن العربية مثل السقطرية والمهرية والشحرية التي يتم التحدث بها بشكل رئيسي في سقطرى واليمن وعمان.
في غضون ذلك، كانت اللغات السامية التي وصلت من جنوب شبه الجزيرة العربية في القرن الثامن قبل الميلاد متنوعة في إثيوبيا وإريتريا، لكنها انقسمت تحت تأثير اللغة الكوشية إلى عدد من اللغات منها الأمهرية والتغرينية. مع توسع إثيوبيا تحت حكم السلالة السليمانية، انتشرت الأمهرية (والتي كانت سابقًا لغة محلية ثانوية) في معظم أنحاء البلاد وحلت مكان كل من اللغات السامية (مثل الغافات) وغير السامية (مثل لغة ويتو)، واستبدلت اللغة الجعزية التي كانت اللغة الأدبية الرئيسية (مع ذلك ظلت الجعزية اللغة المقدسة للمسيحيين في المنطقة)، لا زالت اللغة الأمهرية مستمرة في الإنتشار حتى يومنا هذا، مع توقعات باختفاء لغة الجيمانت في الأجيال اللاحقة.

## خصائص اللغات السامية
تتناول الدراسات التي تدرس خصائص اللغات السامية الجوانب الصوتية، والصرفية ، والنحوية ، والدلالية.

### في الأصوات
لاحظ الباحثون الغربيون ان اللغات السامية تضم مجموعة أصوات لا توجد في اللغات الاوربية، ولذلك بينوا وجود هذه الاصوات في حديثهم عن الخصائص العامة للغات السامية، والمقصود بهته الأصوات مجموعة أصوات الحلق وهذا أهم ما يميز اللغات الساميةاحتواؤها على مجموعة من الاصوات اللغوية الخاصة بها، أي ليس أو يندر أن يكون لها نظيرها في اللغات الأوربية أو غيرها، والأصوات هي أصوات الحلق (ع، غ، ح، خ، ه، ء):
| حروف الحلق وتغييراتها | حروف الحلق وتغييراتها | حروف الحلق وتغييراتها                 |
| --------------------- | --------------------- | ------------------------------------- |
| ع تغير إلى            | ء                     | الأكادية                              |
| ح تغير إلى            | هـ - ء                | الأكادية                              |
| خ تغير إلى            | ح                     | العبرية والآرامية                     |
| غ تغير إلى            | ع - ء ع               | الأكادية العبرية، الآرامية، الإثيوبية |

وأصوات الإطباق، وهي: (ص، ض، ط، ظ) وهي أصوات تشترك في سمة واحدة وتكون في اتخاذ اللسان شكلا مقعرا منطبقا على الحنك الأعلى ورجوعه إلى الوراء قليلا:
| حروف الإطباق          | حروف الإطباق                            |
| --------------------- | --------------------------------------- |
| ض تغير إلى ص أو ع في: | الأكادية، العبرية، الأوغاريتية الآرامية |
| ظ تغير إلى ص و ط في:  | الأكادية، العبرية، الإثيوبية الآرامية   |

ويرى أغلب الباحثين أن أصوات الحلق في اللغات السامية موروثة عن اللغة السامية الأم، واللغة العربيَّة تعد بصفة عامة أصدق تعبيرا عن السامية الأولى، إذ تضم اللغة العربيَّة ستة أصوات حلقية، وتضم اللغات السامية الأخرى أصواتًا حلقية بعددٍ أقل، وسبب ذلك اختزال بعض الاصوات بصوت واحد، كصوتي الخاء والحاء اصبحا في العبرية صوتا واحدا وهو (الخاء)، وهذا الأمر نفسه في أصوات الحلق نجد ثمة اصوات حلقية أكثر ثباتا في أرومة اللغات السامية هي (الصاد والقاف والطاء )، ولكن (الضاد والظاء) قد تعرضا للتغيير الصوتي في عدد من اللغات السامية، فكل (ضاد وصاد وظاء) في العربيَّة يقابلها صوت (الصاد) في العبرية. وهذا الأمر عينه في اللغة الأكدية، وصوت الضاد في اللغة الآرامية فقد تحول إلى قاف ثم إلى عين.

### في بنية الكلمات
تكوين المادة اللغوية: تتكون المادة اللغوية في اللغات السامية من أصول ثلاثية في مرحلة النضج والتكامل. والتزام المادة اللغوية على دلالة واحدة لا تتغير إلا بالمجاز أو النحت من أصول لغوية. ويتحدد المعنى الخاص لكل كلمة من هذه الكلمات المشتركة في الجذر اللغوي بمعايير أخرى تصريفية، فالحركات المختلفة من ضم وفتح وكسر تشكل الصيغ المختلفة داخل الإطار الدلالي الذي حددته الصوامت.

### في بناء الجملة
من ناحية بناء الجملة فالاختلاف كبير بين اللغات السامية، في عصورها القديمة واللغات السامية في العصور التالية.

### الاشتراك في الألفاظ الأساسية
ثمة ألفاظ أساسية تشترك فيها اللغات السامية، أي أنها ترجع إلى أصل اشتقاقي واحد في اللغة السامية الأم. فكلمة (هالك) في العربيّة، ويقابلها في العبرية (هالخ)، ومعنى ذلك أن كلا الفعلين يرجعان إلى الجذر اللغوي (هـ، ل، ك) ودلالته في العربيَّـة الذهاب إلى العالم الآخر، وفي العبرية فهو مطلق الذهاب.
ومن الكلمات المتشابهة في هذه اللغات: (ماء، بيت، كلب، لسان..)
| العربيَّة | الإثيوبيّة | الأكاديّة | الأغاريتية | الآراميّة | العبريّة |
| ------- | --------- | -------- | ---------- | -------- | ------- |
| أخ      | إِخْتُ       | أَخُو      | أخُ         | أحَا      | أحُ      |
| كَلب     | كلب       | كلبُ      | كلب        | كلبا     | كِلِف     |
| زَرْع     | زَرِع       | زِيرُ      | درع        | زرعا     | زِرَع     |
| بَعْل     | باعِل      | بيلُ      | بعل        | بَعلا     | بَعَل     |
| عين     | عين       | ينُ       | عن         | عينا     | عَيِنْ     |
| ذُباب    | زمب       | زمبُ      | ـ          | دَبَّاثا    | زِفوف    |
| رأس     | رِءِس       | رِيشُ      | ريش        | ريشا     | رُأش     |
| سِنّ      | سِنّ        | شنُّ       | ـ          | شِنانا    | شِنْ      |
| سماء    | سماي      | شمو      | شمم        | شِمَيّا     | شمايم   |
| لسان    | لسان      | لِشان     | لسن        | لِشَّانا    | لَشُن     |
| سلام    | سلام      | شلامُ     | شلم        | شِلاما    | شَلُوم    |
| ماء     | ماي       | مُو       | مي         | مَيّا      | مَيم     |
| اسم     | سِم        | شُمُ       | شم         | شِمَا      | شِم      |
| بيت     | بِت        | بيتُ      | بت         | بيتا     | بَيِتْ     |

وأكثر هذه الخصائص المشتركة موروثة عن اللغة السامية الأم، وقد تواضعت هذه اللغات بعض الأفاظ والصياغات اللغوية.

## الوضع الحالي
اللغة العربية اليوم هي اللغة الأم لأغلبية الشعوب من موريتانيا إلى عمان ومن العراق إلى السودان. اللغة العربية الفصحى هي لغة القرآن. تدرس اللغة العربية على نطاق واسع في العالم الإسلامي غير الناطق بالعربية. تنحدر اللغة المالطية وراثيًا من اللهجة الصقلية العربية المنقرضة، وهي مجموعة متنوعة من اللهجات المغاربية التي كان تنتشر سابقًا في صقلية. الأبجدية المالطية الحديثة مبنية على الأبجدية اللاتينية مع زيادة في بعض الحروف وعلامات التشكيل والرسومات. اللغة المالطية هي اللغة الرسمية السامية الوحيدة المستخدمة حتى اليوم في الاتحاد الأوروبي.

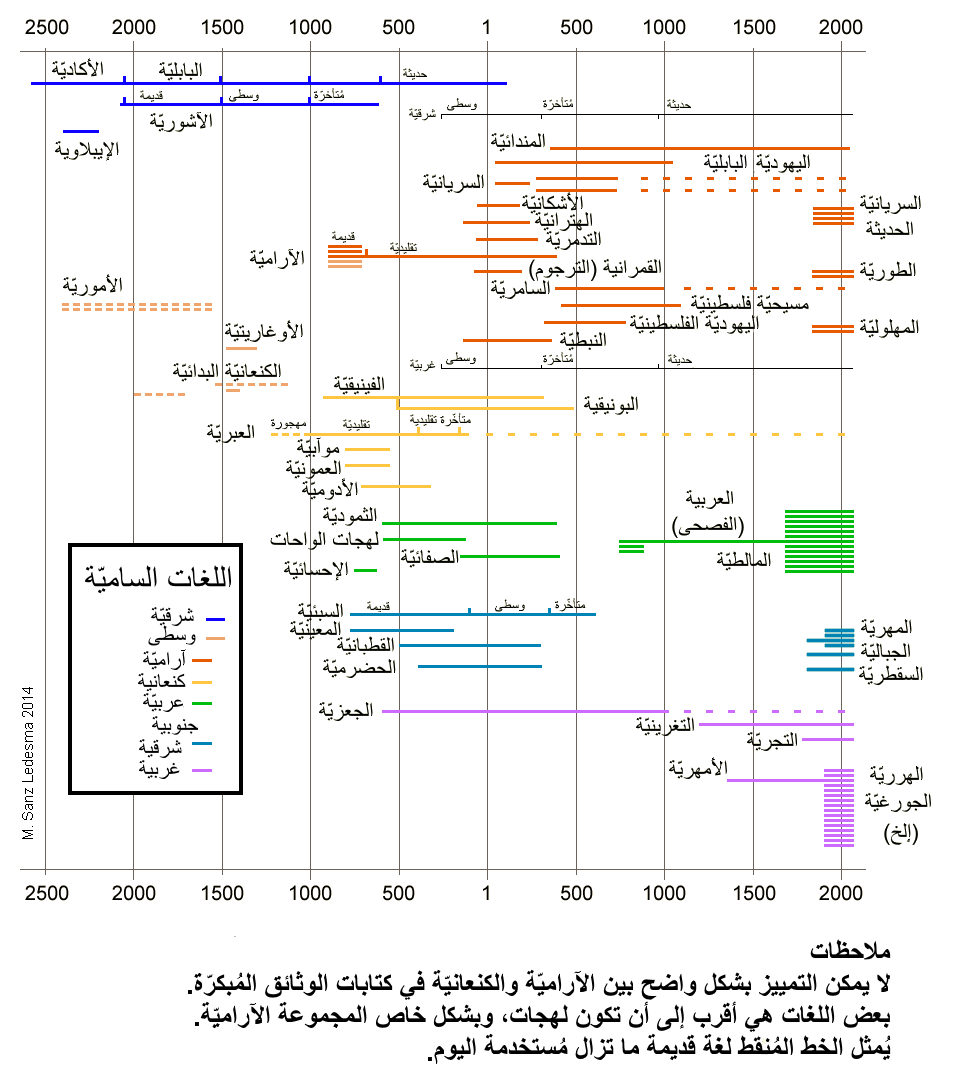
التسلسل الزمني للغات السامية.

تشكل بعض اللغات السامية اليوم أساس الأدب المقدس لبعض الديانات الرئيسية في العالم، بما في ذلك الإسلام (العربية) واليهودية (العبرية والآرامية) وكنائس المسيحية السريانية (السريانية) والمسيحية الأرثوذكسية الإثيوبية والإريترية (الجعزية). يتعلم الملايين من الناس اليوم هذه اللغات كلغة ثانية من أجل فهم النصوص الدينية، يتعلم العديد من المسلمين اللغة العربية من أجل قراءة القرآن وتلاوته ويتحدث اليهود ويدرسون اللغة العبرية التوراتية ولغة التوراة والمدراش والكتب المقدسة اليهودية الأخرى. يتحدث بالآرامية الشرقية لبلاد الرافدين كل من أتباع كنيسة المشرق الآشورية والكنيسة الكلدانية الكاثوليكية وكنيسة المشرق القديمة والكنيسة الآشورية الخمسينية والكنيسة الإنجيلية البروتستانتية الآشورية والأعضاء الآشوريون في الكنيسة السريانية الأرثوذكسية ويستخدمونها أيضًا كلغة طقسية (لغة مقدسة)، وتستخدم الأرامية الشرقية أيضًا كلغة طقسية من قبل أتباع الكنيسة المارونية والسريان الكاثوليك وبعض المسيحيين من الطائفة الملكانية المتحدثين بالعربية. اليونانية والعربية هما اللغتان المقدستان الرئيسيتان للمسيحيين الأرثوذكس الشرقيين في الشرق الأوسط الذين يشكلون البطريركيات في أنطاكية والقدس والإسكندرية. المندائية يتم التحدث بها واستخدامها كلغة طقسية من قبل المندائيين.
بالرغم من هيمنة اللغة العربية في الشرق الأوسط، لا يزال هناك لغات سامية أخرى. على سبيل المثال العبرية التوراتية (والتي انقرضت منذ فترة طويلة كلغة عامية وكانت تستخدم فقط في النشاط الأدبي والفكري المقدس اليهودي) أُعيد إحياؤها في شكل منطوق في نهاية القرن التاسع عشر، وبالرغم من أن اللغة العبرية الحديثة هي اللغة الرئيسية لإسرائيل، إلا أن العبرية التوراتية لا تزال اللغة المقدسة ولغة التعليم الديني لليهود في جميع أنحاء العالم.
الجماعات العرقية وخصوصا الآشوريين واليهود الأكراد والمندائيين الغنوصيين لا زالت تتحدث وتكتب باللغات الآرامية التي انتشرت في بلاد ما بين النهرين، ولا سيما اللغات الآرامية الجديدة المنحدرة من السريانية في المناطق المقابلة تقريبًا لكردستان (وهي شمال العراق، شمال شرق سوريا، جنوب شرق تركيا وشمال غرب إيران). اللغة السريانية نفسها المنحدرة من اللغات الآرامية الشرقية (بلاد ما بين النهرين الآرامية القديمة) تستخدم أيضًا كلغة مقدسة من قبل المسيحيين السريان في جميع أنحاء المنطقة. وبالرغم من أن غالبية اللهجات الآرامية الجديدة التي يتم التحدث بها اليوم تنحدر من أصناف شرقية، إلا أن الآرامية الغربية الجديدة لا تزال تنتشر في ثلاث قرى في سوريا.
في اليمن وعمان وتحديدًا على الحافة الجنوبية لشبه الجزيرة العربية، لا زالت بعض القبائل تتحدث باللغات العربية الجنوبية الحديثة مثل المهرية والسقطرية. تختلف هذه اللغات اختلافًا كبيرًا عن كل من اللهجات العربية المحيطة وعن اللغات (غير ذات الصلة ولكن يعتقد سابقًا أنها مرتبطة) التي عُثر عليها في النقوش العربية الجنوبية القديمة.
ترتبط اللغات في إثيوبيا وإريتريا تاريخيًا باللغات العربية الجنوبية القديمة والتي لم يتبق منها سوى لغة واحدة وهي اللغة الرازحية، ينتشر في إثيوبيا وإريتريا عدد كبير من اللغات السامية، أكثرها انتشارًا هي الأمهرية في إثيوبيا والتجرية في إريتريا والتغرينية في كليهما. الأمهرية هي اللغة الرسمية لإثيوبيا أما التيغرينية فهي لغة ممارسة الأعمال في إريتريا. يتحدث باللغة التجرية أكثر من مليون شخص في الأراضي المنخفضة شمال ووسط إريتريا وأجزاء من شرق السودان. هناك عدد من اللغات الجراجية التي يتحدث بها السكان في المنطقة شبه الجبلية في وسط إثيوبيا، وتنتشر لغة الهرر في مدينة هرر فقط، لكن اللغة الجعزية تظل هي اللغة المقدسة لمجموعات معينة من المسيحيين في إثيوبيا وإريتريا.

## التصنيف الحديث
أوجد اللغويون عدة تصنيفات للغات السامية، إلا أن أحدث التصنيفات تقسم اللغات السامية إلى مجموعتين كبيرتين وهما اللغات السامية الشرقية واللغات السامية الغربية. تصنف أغلب اللغات السامية المعروفة تحت المجموعة الغربية.
هناك ست تصنيفات ضمن اللغات السامية تتقاطع مع بعضها البعض ولا تثير الجدل نسبيًا وهي: السامية الشرقية، والسامية الشمالية الغربية، اللغات العربية، العربية الجنوبية القديمة، لغات عربية جنوبية حديثة، لغات سامية إثيوبية. ويتم تصنيفها بشكل عام ضمن مجموعات أكبر، إلا أن هناك نقاش مستمر حول أي من هذه المجموعات ترتبط ببعضها.
التصنيف المذكور أدناه الذي وضعه روبرت هيتزرون في عام 1976 وأجرى عليه جون هوهنيرجارد تعديلات لاحقة، ولخصه هيتزرون مرة أخرى في 1997 هو الأكثر قبولًا اليوم على نطاق واسع. لا يزال العديد من علماء اللغات السامية يجادلون بشأن النظرة التقليدية (غير اللغوية جزئيًا) للغة العربية باعتبارها فرعًا من السامية الجنوبية، وهناك عدد قليل (مثل ألكسندر ميليتاريف أو الأستاذ المصري الألماني عرفة حسين مصطفى) يعتبرون اللغات العربية الجنوبية فرعًا ثالثًا من اللغات السامية جنبًا إلى جنب مع السامية الشرقية والسامية الغربية، بدلاً من أن تصنف كمجموعة فرعية من اللغات السامية الجنوبية.
باستخدام علم الوراثة العرقي الحسابي توصل العالم كيتشين إلى أن اللغات السامية نشأت في بلاد الشام منذ 5750 عامًا خلال العصر البرونزي المبكر، ونشأت أصول اللغات السامية الإثيوبية المبكرة من جنوب شبه الجزيرة العربية منذ ما يقارب 2800 عام. يُعتقد أن اللغة الحميرية واللغة السيتانية هما لغتان ساميتان، ولكن لا تتوفر اليوم معلومات كافية لتصنيفهما بدقة.

## اللغات السامية الشرقية
تضم مجموعة اللغات السامية الشرقية كل من: الأكدية (اللهجة الآشورية، اللهجة البابلية)، والإبلاوية، والكيشية.

## اللغات السامية الغربية
تقسم اللغات السامية الغربية إلى عائلتين: اللغات السامية الجنوبية واللغات السامية الوسطى (المركزية).

### لغات سامية جنوبية
تقسم اللغات السامية الجنوبية إلى: (سامية جنوبية شرقية) و(سامية جنوبية غربية)، وكل مجموعة منهما تقسم إلى مجموعات فرعية من اللغات واللهجات كما يلي:

#### سامية جنوبية شرقية
وتضم مجموعة اللغات العربية الجنوبية الحديثة وهي المهرية، السقطرية، الحرسوسية، اللغة الشحرية، لغة هوبيوت، البطحرية.

#### سامية جنوبية غربية
وتنقسم إلى:
- اللغة العربية الجنوبية القديمة وتضم اللغات التالية: السبئية، المعينية، القتبانية، الحضرمية، الحميرية، الرازحية، الخولانية.[44]
- اللغات السامية الأثيوبية، وتقسم إلى:

1. إثيوبية شمالية: وتضم الأمهرية، الأرغوبية، هرر، لغات جراجي وتضم (السلتية وزي (لغة)[الإنجليزية])، الغافات، سودو، مسمس، مهر، مسكان، سيبات بيتجراج (لغة)، إنور.
2. إثيوبية جنوبية: وتضم الجعزية (اللغة الدهلكية، واللغة التجرية) والتغرينية..

### سامية وسطى
تقسم اللغات السامية الوسطى إلى عائلتين: لغات سامية شمالية غربية، واللغات العربية.

#### لغات سامية شمالية غربية
وتضم هذه المجموعة المجموعات الفرعية التالية:
- الأوغاريتية (منقرضة).
- مجموعة اللغات الكنعانية (وتتضمن العمونية والمؤابية والإدومية والفينيقية والبونيقية (وكلها منقرضة) والعبرية وتشمل العبرية التوراتية (والتي تضم العبرية القديمة والعبرية السامرية).
- الآرامية وتقسم إلى:

1. مجموعة اللغات الآرامية الغربية وتضم الآرامية الغربية الحديثة، الآرامية الوسطى (الآرامية النبطية، الآرامية التدمرية)، الآرامية الفلسطينية (آرامية سامرية، آرامية فلسطينية يهودية، آرامية مسيحية فلسطينية)
2. مجموعة اللغات الآرامية الشرقية وتضم السريانية، الحضرية، الآرامية الوسطى الجديدة، الآرامية الشمالية الشرقية النهرينية، المندائية، الآرامية البابلية اليهودية.

- الأمورية
- السمألية.

#### اللغات العربية
تضم مجموعة اللغات العربية ما يلي: العربية الشمالية القديمة (العربية النبطية)، والعربية الفصحى (الفصحى الحديثة)، واللهجات العامية (المالطية).

## مزيد من القراءة
- صالح الزعبي، آمنة (2008). «في علم الأصوات المقارن: التغير التاريخي للأصوات في اللغة العربية واللغات السامية»، دار الكتاب الثقافي 784561909
- خالد نعيم الشناوي. فقه اللغات العروبية وخصائص العربية. دار ومكتبة البصائر للطباعة والنشر والتوزيع. بيروت، 2013.
- محمد خليفة التونسي. أسر اللغات السامية (العروبية).
- موسوعة حضارة العالم لأحمد محمد عوف